# Merobaudes (militar)
Flavio Merobaudes (en latín, Flavius Merobaudes; ¿? – Lyon, 383) fue un militar romano, que no debe confundirse con el poeta Flavio Merobaudes.

## Carrera militar
Merobaudes era de origen franco y fue oficial en el ejército del emperador Juliano el Apóstata (363), magister peditum en 375, durante el reinado de Valentiniano I, y magister militum durante los de Valentiniano II y Graciano. Fue cónsul los años 377 y 383. En este último año traicionó a Graciano en favor del usurpador hispano Magno Clemente Máximo, provocando la muerte del emperador.